# Равенна (тауншип, Миннесота)
Равенна (англ. Ravenna) — тауншип в округе Дакота, Миннесота, США. На 2000 год его население составило 2355 человек.

## География
По данным Бюро переписи населения США площадь тауншипа составляет 56,6 км², из которых 53,4 км² занимает суша, а 3,3 км² — вода (5,76 %).

## Демография
По данным переписи населения 2000 года здесь находились 2355 человек, 734 домохозяйства и 667 семей.  Плотность населения —  44,1 чел./км².  На территории тауншипа расположено 741 постройка со средней плотностью 13,9 построек на один квадратный километр. Расовый состав населения: 97,07 % белых, 0,89 % афроамериканцев, 0,93 % коренных американцев, 0,30 % азиатов, 0,30 % — других рас США и 0,51 % приходится на две или более других рас. Испанцы или латиноамериканцы любой расы составляли 0,81 % от популяции тауншипа.
Из 734 домохозяйств в 49,0 % воспитывались дети до 18 лет, в 84,7 % проживали супружеские пары, в 2,5 % проживали незамужние женщины и в 9,1 % домохозяйств проживали несемейные люди. 6,5 % домохозяйств состояли из одного человека, при том 1,0 % из — одиноких пожилых людей старше 65 лет. Средний размер домохозяйства — 3,21, а семьи — 3,33 человека.
31,6 % населения — младше 18 лет, 6,8 % — в возрасте от 18 до 24 лет, 30,8 % — от 25 до 44, 27,2 % — от 45 до 64, и 3,6 % — старше 65 лет. Средний возраст — 36 лет. На каждые 100 женщин приходилось 108,0 мужчин.  На каждые 100 женщин старше 18 приходилось 111,4 мужчин.
Средний годовой доход домохозяйства составлял 74 286 долларов, а средний годовой доход семьи —  74 792 доллара. Средний доход мужчин —  48 713 долларов, в то время как у женщин — 31 940. Доход на душу населения составил 23 987 долларов. За чертой бедности находились 1,2 % семей и 1,4 % всего населения тауншипа, из которых 1,1 % младше 18 лет.